# Vision for Space Exploration
Vision for Space Exploration (VSE) – amerykański program badań kosmosu, ogłoszony 14 stycznia 2004 przez prezydenta Stanów Zjednoczonych George’a W. Busha. Postrzegana jest jako odpowiedź na katastrofę promu Columbia, stan lotów załogowych w NASA i jako sposób na przywrócenie w społeczeństwie entuzjazmu dla eksploracji przestrzeni kosmicznej. W 2010 roku VSE została zastąpiona przez program badań kosmicznych ogłoszony przez prezydenta Baracka Obamę.

## Założenia
Główne założenia VSE to:

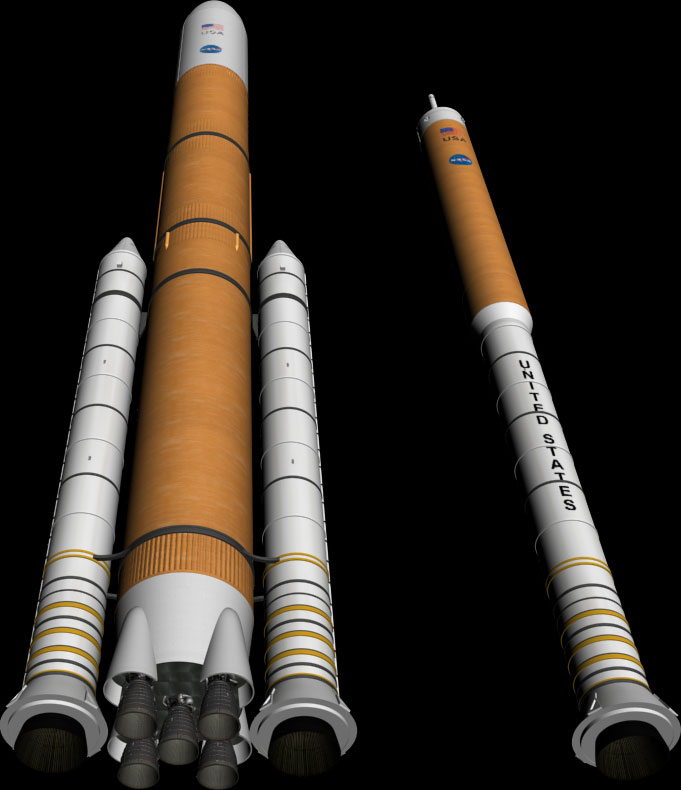
Dwie konfiguracje planowane do wykorzystania podczas powrotu na Księżyc: Ares V (po lewej) i Ares I (po prawej)

- Dokończenie budowy Międzynarodowej Stacji Kosmicznej (ISS) do 2010 roku
- Zakończenie programu lotów promów kosmicznych do 2010 roku
- Budowa statku kosmicznego Orion (wcześniej znanego jako Crew Exploration Vehicle) do 2008 i przeprowadzenie pierwszej załogowej misji z jego udziałem do 2014 roku
- Opracowanie rakiet nośnych opartych na komponentach promu kosmicznego
- Badania Księżyca za pomocą automatycznych próbników od 2008 roku i księżycowa misja załogowa do 2020 roku
- Eksploracja Marsa i dalszych obiektów za pomocą misji automatycznych i załogowych

## Opinie
Kiedy VSE została ogłoszona, w amerykańskim Kongresie i w środowisku naukowym pojawiły się głosy popierające Wizję, jak i jej przeciwne. Przedstawiciele obu partii deklarowali poparcie dla nowej inicjatywy, jednocześnie jednak wyrażali swoje obawy odnośnie do kosztów przedsięwzięcia oraz wpływu nowej polityki na funkcjonowanie NASA. 
Inni, jak np. organizacja Mars Society argumentowali, że więcej sensu od ponownego lądowania na Księżycu, ma skupienie się przede wszystkim na eksploracji Marsa. Jeszcze przed oficjalnym ogłoszeniem VSE, astronauta Buzz Aldrin również wyraził swój sceptycyzm sugerując, iż lepszym pomysłem byłoby przygotowanie kosmicznej platformy startowej dla dalszych misji i umieszczenie jej pomiędzy Ziemią i Księżycem w punkcie libracyjnym L1.
Po wystąpieniu prezydenta znacząco, bo o 20%, wzrosło poparcie amerykańskiego społeczeństwa dla załogowej eksploracji Księżyca i Marsa. Według Instytutu Gallupa w lipcu 2004 r. program popierało 68% ankietowanych.

## Finansowanie

Projekt budżetu NASA pokazujący wzrost wydatków na VSE

W 2004 roku nie było jasne czy kongresmeni zgodzą się na zatwierdzenie i finansowanie VSE. Jednak w listopadzie 2004 roku, kongres przyznał NASA 16,2 mld dolarów, sumę, która według prezydenta była potrzebna na rozpoczęcie realizacji wizji. Ówczesny szef NASA, Sean O’Keefe powiedział, że akt uchwalony wtedy przez kongres „był silniejszym poparciem [dla VSE], niż ktokolwiek z nas mógł sobie wyobrazić”. W 2005 roku przyjął uchwałę, która wprost popiera VSE. Plan finansowy zakłada, że wraz z uwolnieniem środków potrzebnych obecnie na obsługę promu kosmicznego, a później także z zaprzestaniem wydatków na ISS, sumy pieniędzy przeznaczonych na projekty związane z VSE będą rosnąć, mimo braku znacznego wzrostu budżetu NASA.

## Realizacja
Szef NASA Michael Griffin, który objął stanowisko w kwietniu 2005 roku, był wielkim zwolennikiem VSE, ale zmodyfikował nieco program, mówiąc, że chce zredukować czteroletnią przerwę w amerykańskich lotach załogowych, która nastąpi po uziemieniu promów kosmicznych i przed pierwszym startem Oriona z ludźmi na pokładzie.
Do 2010 roku większość prac dotyczących wizji skupiała się w NASA wokół projektu Constellation programu załogowych lotów na Księżyc. Opracowywane były dwie rakiety nośne – Ares I mająca wynosić statek Orion, oraz ciężka Ares V, która na pokład miała zabrać lądownik księżycowy Altair i moduł podróżny EDS. Trwały też prace nad samym statkiem Orion. W ramach bezzałogowych badań Księżyca, wystrzelono sondę Lunar Reconnaissance Orbiter.
W 2006 roku podjęto decyzję o zakończeniu lotów promów kosmicznych w 2010 i rozpoczęto przygotowania do przebudowy stanowisk startowych w Kennedy Space Center na Florydzie, aby dostosować je do potrzeb nowych rakiet. Ostatecznie promy zakończyły swe loty w roku 2011.

## Zakończenie programu
W 2010 roku program Constellation został zastąpiony przez nowe wytyczne ogłoszone przez Baracka Obamę. Część elementów VSE odrzucono (m.in. załogowy lot na Księżyc do 2020 roku), ale większość technologii i know-how opracowanych w trakcie dotychczasowej realizacji programu miało być wykorzystane przy realizacji nowej wizji.